# Ottendorf, Rendsburg-Eckernförde
Ottendorf là một đô thị thuộc quận Rendsburg-Eckernförde, bang Schleswig-Holstein.